# Comuna Polski Trămbeș, Veliko Tărnovo
Polski Trămbeș (în bulgară Полски Тръмбеш) este o comună în regiunea Veliko Tărnovo, Bulgaria, formată din orașul Polski Trămbeș și 14 sate. 

## Localități componente

### Orașe
- Polski Trămbeș

### Sate
| - Ivancea - Karanți - Klimentovo - Kuțina - Maslarevo | - Obedinenie - Orloveț - Pavel - Petko Karavelovo | - Polski Senoveț - Radanovo - Stefan Stambolovo - Strahilovo - Vărzulița |

## Demografie
Componența etnică a comunei Polski Trămbeș
     Romi (3,51%)
     Turci (9,58%)
     Bulgari (72,55%)
     Nicio identificare (13,81%)
     Altele (0,53%)
La recensământul din 2011, populația comunei Polski Trămbeș era de 14.451 locuitori. Din punct de vedere etnic, majoritatea locuitorilor (72,55%) erau bulgari, existând și minorități de turci (9,58%) și romi (3,51%). Pentru 13,81% din locuitori nu este cunoscută apartenența etnică.